# Ana Rute
Ana Rute Santos Marques Rodrigues (* 29. Januar 1998 in Lousã) ist eine portugiesische Fußballspielerin.

## Karriere

### Klub
In ihrer Jugend spielte sie bis 2012 für CD Lousanense, danach schloss sie sich bis 2015 CA Gândaras Rcs an. Ihre erste Station im Erwachsenenbereich war danach bei AD Poiares, wo sie bis zur Saison 2017/18 aktiv war. Danach wechselte sie zu Clube Condeixa und seit der Saison 2021/22 steht sie bei Sporting Braga unter Vertrag.

### Nationalmannschaft
Mit der portugiesischen U19 nahm sie an der Qualifikation für die Europameisterschaft 2016 teil. Dort verpasste sie mit ihrer Mannschaft aber die Endrunde. Auch in der Qualifikation für die Europameisterschaft 2017 war sie dabei, erneut war hier aber in der Eliterunde  bereits Schluss.
Für die A-Nationalmannschaft hatte sie ihren ersten Einsatz am 19. September 2021 bei einem 4:0-Sieg über Israel während der Qualifikation für die Weltmeisterschaft 2023. Dort wurde sie in der 83. Minute für Kiki Nazareth eingewechselt. Im nächsten Jahr folgte dann ein weiteres Freundschaftsspiel und ein paar mehr dann im Jahr 2023.
Am 30. Mai 2023 wurde sie für den finalen Kader bei der WM 2023 nominiert. Dort erhielt sie bei dem 2:0-Sieg über Vietnam im zweiten Gruppenspiel dann auch ihren ersten Einsatz bei einer WM. Dort wurde sie in der 90. Minute für Andreia Jacinto eingewechselt.